# Liothorax rusakovi
Liothorax rusakovi är en skalbaggsart som beskrevs av Gusakov 2004. Liothorax rusakovi ingår i släktet Liothorax och familjen Aphodiidae. Inga underarter finns listade i Catalogue of Life.